# 22 블렛
22 블렛(L'immortel, 22 Bullets)은 프랑스에서 제작된 리샤드 베리 감독의 2010년 액션, 범죄, 스릴러 영화이다. 장 르노 등이 주연으로 출연하였고 뤽 베송 등이 제작에 참여하였다.

## 출연

### 주연
- 장 르노
- 카드 므라드

### 조연
- 가브리엘라 라이트
- 리샤르 베리
- 마리나 포이스
- 장 피에르 다루생
- 클로드 겐색
- 베난티노 베난티니
- 파니 코라로바
- 조세핀 베리
- 데니스 브라치니
- 다니엘 런드
- 무사 마스크리
- 제시카 포드
- 캐서린 세미
- 도미닉 토머스
- 필리페 마그넌
- 조이 스타르
- 칼로 브랜트
- 막스 베이세티 드 말그라이베
- 루시 판
- 귀욤 고익스
- 뤽 파룬
- 장-제롬 에스포시토
- 마르샬 베좃

## 제작진
- 각색: 리샤르 베리
- 각색: 알렉상드르 드 라 파텔리에르
- 각색: 마티유 델라포테
- 미술: 필립 치프레
- 의상: 캐린 사파티
- 각색각색: 에릭 아수스
- 배역: 니콜라스 론치